# Retaule de Sant Feliu
El Retaule de Sant Feliu és un retaule renaixentista obra de Perris de Fontaines, Joan de Borgonya, Pere Robredo i Joan Dartrica, pintat entre 1504 i 1520, que va presidir l'absis de l'església de Sant Feliu fins a la Guerra Civil espanyola. Avui està exposat pràcticament complet a la sala 9 del Museu d'Art de Girona, excepte un moble que es conserva a la mateixa església.

## Descripció
El retaule originalment consistia en una composició de vuit taules de la predel·la (sotabanc) pintades per Perris de Fontaines (única obra conservada del pintor), sis taules grans centrals pintades per Joan de Borgonya entre el 1518 i el 1520, i diverses talles escultòriques ornamentals de diferents formats creades per Pere Robredo i Joan Dartrica. La mida del conjunt era de 15 x 11 metres, la qual cosa el convertia en «el retaule més gran de tot Girona». El retaule es trobava a l'absis de l'església de Sant Feliu fins a la Guerra Civil espanyola, durant la qual va ser desmuntat per evitar-ne possibles danys causats pels revolucionaris anticlericals.
Es tracta d'un dels millors exemples de la transició del gòtic cap al renaixement a Catalunya. En paraules de Carme Clusellas, directora del Museu d'Art, el retaule fou creat per a «exaltar a través de les imatges esculpides i pintades els dos sants patrons de la ciutat, Sant Narcís i Sant Feliu, a més d'explicar el martiri i mort de Sant Feliu, el primer màrtir de Girona, i exaltar també la fe cristiana».
Les taules centrals expliquen el martiri de Sant Feliu de Girona fins que és crucificat.
- Predicació de Sant Feliu a les dones
- Sant Feliu davant el pretor Justí
- Sant Feliu empresonat
- Sant Feliu arrossegat per cavalls
- Sant Feliu llençat al mar
- Crucifixió de Sant Feliu